# اسپرینگ هیل، شهرستان کالمن، آلاباما
اسپرینگ هیل (به انگلیسی: Spring Hill) یک منطقهٔ مسکونی در ایالات متحده آمریکا است که در شهرستان کلمن، آلاباما واقع شده‌است. اسپرینگ هیل ۲۹۵٫۹۶ متر بالاتر از سطح دریا واقع شده‌است.